# Grand Hotel w Krakowie
Grand Hotel Kraków – zabytkowy hotel w Krakowie, położony na rogu ulic: Sławkowskiej 5-7, św. Tomasza 12-14 i św. Jana 8-10. 

## Historia
Stanisław Maj nabył pod koniec XVIII wieku kamienicę przy ul. Sławkowskiej 5/7 w Krakowie. Budynek odrestaurował, ozdobił bramę wjazdową kamiennym portalem, na parterze w oknach założył kraty, przebudował wnętrza, a z tyłu domu postawił stajnie. Po śmierci Stanisława, kamienica znalazła się w rękach jego owdowiałej żony, Zuzanny Dembińskiej, a następnie, ponownie jako spadek, wszedł w posiadanie reszty rodziny Dembińskich.
Budynek ten został zakupiony przez ks. Aleksandra i Marcelinę Czartoryskich w drugiej połowie XIX w. z przeznaczeniem na ich miejską siedzibę. Przebudowy pałacu dla nowych właścicieli dokonał w 1875 architekt Maksymilian Nitsch. W gustownie i elegancko urządzonych wnętrzach zgromadzono dzieła sztuki i pamiątki historyczne związane z dziejami Polski i historią rodu Czartoryskich. Główna sala pałacu – tzw. marmurowa – została przeznaczona na potrzeby koncertowe. Ks. Marcelina dawała w niej koncerty fortepianowe dla zapraszanych w środy gości. Komnatę zdobił kominek, na którym stało marmurowe popiersie Fryderyka Chopina, a całość uzupełniały jedwabne kotary z wyhaftowaną "Pogonią" – herbem Czartoryskich. W wielkim salonie zawieszono natomiast portret ks. Adama Czartoryskiego autorstwa Delaroche'a, portret ks. Aleksandra Czartoryskiego malowany przez Henryka Rodakowskiego i portret ks. Marceliny Czartoryskiej pędzla Jana Matejki. W gabinecie pani domu znajdowały się dwa inne cenne płótna: "Śmierć ks. Adama Czartoryskiego" Le Roux i "Maciek Borkowic" Matejki. Rezydencja przy Sławkowskiej pozostawała we władaniu Czartoryskich przez 10 lat. W 1886 została przebudowana na reprezentacyjny "Grand Hotel".
Hotel posiada 64 pokoje – 10 pokoi jednoosobowych, 45 dwuosobowych, 9 apartamentów w tym Apartament Marmurowy oraz Kominkowy; restauracja – Sala Lustrzana i Grand Signature, Cafe Bar.
W hotelu kręcono filmy: Długi weekend, Vinci. W tutejszej restauracji jako kelner pracował w młodości Henryk Worcell, który swoje wrażenia opisał w wydanej w 1936 powieści Zaklęte rewiry.